# Королівське джерело (Королівка)
Королівське джерело — гідрологічна пам'ятка природи місцевого значення. Розташоване у селі Королівка Чортківського району Тернопільської області, в долині поряд із автошляхом Заліщики — Борщів. 
Площа — 0,01 га. Оголошене об'єктом природно-заповідного фонду рішенням виконкому Тернопільської обласної ради від 17 листопада 1969 року № 747. Перебуває у віданні Королівської сільради. 
Під охороною — джерело питної води, що має науково-пізнавальну, історико-культурну й естетичну цінність.